# Шонуй
Шонуй — село в Красночикойском районе Забайкальского края России. Входит в состав сельского поселения «Мензинское».

## География
Село находится в юго-западной части района, на правом берегу реки Мензы, на расстоянии примерно 80 километров (по прямой) к юго-востоку от села Красный Чикой. Абсолютная высота — 876 метров над уровнем моря.
Климат
Климат характеризуется как резко континентальный. Средняя температура самого тёплого месяца (июля) составляет 14 — 16 °C (абсолютный максимум — 36 °C). Средняя температура самого холодного месяца (января) — −22 — −26 °C (абсолютный минимум — −53 °C). Годовое количество осадков — 350—500 мм.
Часовой пояс
Село Шонуй находится в часовой зоне МСК+6. Смещение применяемого времени относительно UTC составляет +9:00.

## История
Основано в 1789 году.

## Население
| 1989 | 2002 | 2010 | 2021 |
| ---- | ---- | ---- | ---- |
| 109  | ↘106 | ↘98  | ↘76  |

Половой состав
По данным Всероссийской переписи населения 2010 года в гендерной структуре населения мужчины составляли 49 %, женщины — соответственно 51 %.
Национальный состав
Согласно результатам переписи 2002 года, в национальной структуре населения русские составляли 100 % из 109 чел.

## Инфраструктура
В селе функционируют начальная школа, информационно-досуговый центр и фельдшерско-акушерский пункт.

## Улицы
Уличная сеть села состоит из трёх улиц.

## Археология
В окрестностях села расположен ряд археологических памятников:
- Усть-Шонуй
- Егоркина пещера